# Centullo III di Bigorre
Centullo III (Céntulo in spagnolo, Centulle in francese, Cèntul in catalano e Centolh in occitano; prima metà secolo XII – 1185) fu Conte di Bigorre e visconte di Marsan dal 1163 alla sua morte.

## Origine
Secondo la La Vasconie. Tables Généalogiques, Centullo era l'unico figlio maschio del visconte di Marsan e poi anche Conte di Bigorre Pietro di Marsan e della moglie la Contessa di Bigorre Beatrice III, che sempre secondo la La Vasconie. Tables Généalogiques, era l'unica figlia del conte di Bigorre, Centullo II, e della sua prima moglie, Amabile di Beziers, figlia del visconte di Beziers e Carcassonne, Bernardo Atone IV Trencavel e di Cecilia di Provenza.

Secondo il De Origine et Incremento villæ Montis-Marsani seu Marciani in capite Wasconiæ, Pietro di Marsan era figlio del visconte di Marsan, Lupo Anario e della moglie di cui non si conoscono né il nome né gli ascendenti.

## Biografia
Sua madre, Beatrice II, era ancora in vita, nel 1155, quando assieme a Centullo e a suo padre, Pietro, fece una donazione.
Probabilmente Beatrice I morì prima di Pietro che continuò a governare da solo la contea di Bigorre, come Pietro I.
Pietro I, dopo aver fatto restaurare il monastero di Saint-Jean de la Castelle, detto la Grâce-Die, ancora secondo la La Vasconie. Tables Généalogiques, morì tra il 30 ed il 31 agosto del 1163.
Centullo gli succedette nella signoria di Marsan e nella contea di Bigorre, come Centullo III.
Centullo viene citato come conte di Bigrre in un documento del 1171, mentre in un documento del 1172, viene citato come conte di Bigorre e co-signore di Saragozza (Centullo,  comite Bigorritanorum, senior de illo quartone de Cesaraugusta).
Nel 1175, Centullo, riconoscendosi vassallo del re d'Aragona, Alfonso II, ricevette la Val d'Aran.
Ancora secondo la La Vasconie. Tables Généalogiques, Centullo, assieme al visconte di Dax, nel 1175 si ribellò al duca d'Aquitania, Riccardo Cuor di Leone, fu catturato e consegnato a Riccardo e poi liberato per la mediazione del re d'Aragona, Alfonso II, dopo aver ceduto a Riccardo una città ed un castello.
Non si conosce la data esatta della morte di Centullo III; si presume non molto tempo dopo essere stato liberato; sia secondo la La Vasconie. Tables Généalogiques, che secondo la Gran enciclopèdia catalana, Centullo morì nel 1185.
Gli succedette l'unica figlia, Stefania che al momento della successione fu chiamata contessa Beatrice III.

## Matrimonio e discendenza
Centullo, nel 1155, aveva sposato, Matella di Baux (1125 - 1175), figlia di Raimondo I di Baux, italianizzato in Raimondo I del Balzo, 4° signore di Les Baux, e di Stefanetta di Provenza, sorella minore di Dolce di Carlat, e figlia del visconte di Millau, di Gévaudan, e di Carlat, Gilberto I di Gévaudan e della Contessa di Provenza, Gerberga (come ci viene confermato dalle Note dell'Histoire Générale de Languedoc, Tome II). Matella di Baux era al suo secondo matrimonio, avendo sposato in prime nozze, Pietro II Gavarret, visconte di Béarn.

Centullo da Matella ebbe una figlia:
- Stefania Contessa di Bigorre che al momento della successione fu chiamata contessa Beatrice III[8].

### Fonti primarie
- (LA)  Recueil des historiens des Gaules et de la France. Tome 12.

### Letteratura storiografica
- (FR)  LA VASCONIE.
- (FR)  Histoire générale de Languedoc, Notes, tomus II.